# وليام دانيلز
وليام دانيلز (بالإنجليزية: William Daniels)‏ مواليد 31 مارس 1927 في بروكلين، نيويورك، الولايات المتحدة، هو ممثل أمريكي بدأ مسيرته الفنية سنة 1950. هو من الحائزين على جائزة إيمي. درس في جامعة نورث وسترن.

## الأعمال

### أفلام
- ألف مهرج (1965)
- الخريج (1967)
- الأحد الأسود (1977) (بدور: بيو)
- يا إلهي! (1977) (بدور: جورج سمرز)
- البحيرة الزرقاء (1980)
- ريدز (1981) (بدور: يوليوس جيربر)
- شفرات المجد (2007)

### مسلسلات
| السنة | العمل               | الدور |
| ----- | ------------------- | ----- |
| 1973  | الحب                | ألان  |
| 1973  | أيرون سايد          |       |
| 1976  | كوينسي إم إي        |       |
| 1977  | الرجل الأخضر الخارق |       |
| 1981  | ترابر جون إم دي     |       |
| 1982  | السائق نايت         |       |
| 1993  | بوي ميتس ورلد       |       |
| 1996  | ممسوس بملاك         |       |
| 1998  | عائلة سيمبسون       |       |
| 2000  | ستار تريك: فوياجر   |       |
| 2002  | سكرابز              |       |
| 2004  | ذا كينغ أوف كوينز   |       |
| 2004  | دامو ستحيل          |       |
| 2008  | بوسطن ليغال         |       |
| 2012  | غريز أناتومي        |       |

## روابط خارجية
- وليام دانيلز على موقع IMDb (الإنجليزية)
- وليام دانيلز على موقع الموسوعة البريطانية (الإنجليزية)
- وليام دانيلز على موقع ألو سيني (الفرنسية)
- وليام دانيلز على موقع ميوزك برينز (الإنجليزية)
- وليام دانيلز على موقع أول موفي (الإنجليزية)
- وليام دانيلز على موقع قاعدة بيانات برودواي على الإنترنت (الإنجليزية)
- وليام دانيلز على موقع قاعدة بيانات الأفلام السويدية (السويدية)
- وليام دانيلز على موقع إن إن دي بي (الإنجليزية)
- وليام دانيلز على موقع قاعدة بيانات الفيلم (الإنجليزية)
- وليام دانيلز على موقع كينوبويسك (الروسية)